# وسا-ماتی لوئیری
وسا-ماتی لوئیری (فنلاندی: Vesa-Matti Loiri؛ زادهٔ ۴ ژانویهٔ ۱۹۴۵) بازیگر، کمدین و موسیقی‌دان اهل فنلاند است.
از فیلم‌هایی که وی در آن‌ها نقش داشته‌است، می‌توان به پسران بد و جاده شمال اشاره نمود.
وی همچنین برندهٔ ۳ جایزه یوسی شده‌است.